# Tesorero de Australia
El tesorero de Australia (o tesorero federal) es el ministro de la Mancomunidad de Australia responsable de supervisar la recaudación de ingresos públicos, el gasto federal y la política económica como titular del Departamento del Tesoro. El actual tesorero es Jim Chalmers, nombrado por el primer ministro Anthony Albanese en mayo de 2022, tras las elecciones federales australianas de 2022.
El tesorero ejerce poderes ministeriales a través del Departamento del Tesoro y otras agencias gubernamentales. Por convención constitucional, el tesorero es siempre miembro del Parlamento australiano con escaño en la Cámara de Representantes. El cargo suele considerarse equivalente al de Canciller de la Hacienda en el Reino Unido, Secretario del Tesoro en los Estados Unidos o ministro de finanzas en otros países. Es uno de los cuatro cargos ministeriales (junto con el de Primer Ministro, Ministro de Defensa y Fiscal General) que existen desde la Federación en 1901.

## Deberes e importancia
El tesorero es el ministro a cargo de los ingresos y gastos del Gobierno australiano. El tesorero supervisa la política económica: la política fiscal es responsabilidad directa del tesorero, mientras que la política monetaria corre a cargo del Banco de la Reserva de Australia, políticamente independiente, cuyo gobernador es nombrado por el tesorero. El tesorero también supervisa la regulación financiera y cada mes de mayo presenta el Presupuesto Federal al Parlamento .
El primer ministro y el tesorero suelen pertenecer a la Cámara de Representantes, aunque no es una obligación constitucional. La tradición se deriva de la exigencia constitucional de que los proyectos de ley de apropiación procedan de esta Cámara. Si el tesorero es un senador, no podría presentar estos proyectos de ley. En ese caso, otro ministro tendría que pronunciar el discurso presupuestario televisado a nivel nacional y presentar los proyectos de ley. Aunque ningún tesorero federal ha sido nunca senador, Nueva Gales del Sur, Victoria, Tasmania y Australia del Sur han tenido tesoreros estatales que formaron parte de los Consejos Legislativos, que son las cámaras altas de sus respectivos estados.
El tesorero tiene una importancia considerable en el Gobierno y suele ocupar el segundo o tercer lugar en el Gabinete. Históricamente, muchos tesoreros han sido anteriormente, simultáneamente o posteriormente primer ministro o vice primer ministro, e incluso dos de ellos se desempeñaron como gobernador general. Servir como tesorero es visto como una cualificación importante (aunque ciertamente no esencial) para servir como Primer Ministro; hasta la fecha, seis extesoreros han llegado a asumir este cargo.
Paul Keating y Wayne Swan son actualmente los únicos dos que han sido nombrados "Ministro de Finanzas del Año de Euromoney" por la revista Euromoney.
Desde 1958, los tesoreros en los gobiernos de coalición han sido a menudo, pero no siempre, el líder adjunto del Partido Liberal. En cambio, sólo cuatro de los tesoreros laboristas han ejercido simultáneamente como líderes adjuntos del Partido Laborista.

## Cargos ministeriales relacionados
Junto con el tesorero, otros ministros son responsables del Departamento del Tesoro. El tesorero, junto con estos otros ministros, se conocen como los "Ministros del Tesoro". En la actualidad, los cargos de Ministro de Hacienda son:
- Tesorero
- Tesorero Adjunto
- Ministro de la Pequeña Empresa

El trabajo del Departamento de Finanzas está estrechamente relacionado con la labor del Departamento del Tesoro, y el primero es responsable de la formación del presupuesto y de la gestión operativa de las finanzas públicas. Los ministros que tienen a su cargo el Departamento de Hacienda son:
Los ministros responsables del Departamento de Hacienda son:
- Ministro de Hacienda
- Ministro Especial de Estado

## Cartera de tesorería
Once organizaciones están nominalmente bajo los auspicios del tesorero australiano. Los organismos llevan a cabo una serie de actividades encaminadas a lograr un fuerte crecimiento económico sostenible y a mejorar el bienestar de los australianos. Esto entraña la prestación de asesoramiento en materia de políticas a los ministros de cartera que tratan de promover un entorno macroeconómico sólido; la eficacia del gasto público y de los acuerdos fiscales; y el buen funcionamiento de los mercados.
- El Departamento del Tesoro crea políticas e informes para cuatro grupos de productos. Estos grupos son macroeconómicos, fiscales, de ingresos y de mercados:
  - Los informes macroeconómicos incluyen: asesoramiento y previsiones en materia de política económica nacional; y asesoramiento y evaluación de la política económica internacional.
  - Los informes fiscales incluyen: asesoramiento y coordinación de políticas presupuestarias; Asesoramiento en materia de política financiera entre el Estado Libre Asociado y el Estado; y asesoramiento en materia de industria, medio ambiente y política social.
  - Los informes de ingresos incluyen: asesoramiento en materia de políticas fiscales y de apoyo a los ingresos.
  - Los informes de mercados incluyen: asesoramiento y administración de políticas de inversión extranjera; asesoramiento en materia de sistemas financieros y políticas de gobierno corporativo; asesoramiento en materia de política de competencia y de los consumidores; y servicios actuariales. Además, la Real Casa de la Moneda de Australia es responsable de producir la moneda circulante de Australia.
- La Oficina Australiana de Estadísticas (ABS por sus siglas en inglés) es la agencia oficial de estadística de Australia. Sus informes se elaboran para la toma de decisiones informadas, la investigación y el debate en el seno de los gobiernos y la comunidad, sobre la base de la prestación de un servicio estadístico nacional de alta calidad, objetivo y receptivo. Se refiere principalmente a la producción de estadísticas económicas, demográficas y sociales.
- Los resultados de la Comisión Australiana de la Competencia y el Consumidor (ACCC por sus siglas en inglés) están dirigidos a mejorar el bienestar social y económico de la comunidad australiana mediante el fomento de mercados australianos competitivos, eficientes, justos e informados. Se esfuerza por el cumplimiento de las leyes de competencia, comercio leal y protección del consumidor, así como de los recursos apropiados cuando no se cumple la ley; y las estructuras de mercado competitivas y el comportamiento informado.
- La Oficina Australiana de Gestión Financiera (AOFM por sus siglas en inglés) gestiona la cartera de deuda neta de la Mancomunidad de Australia. Sus informes sobre la gestión de la deuda tienen por objeto garantizar que la cartera de deuda neta del estado se gestione al menor costo, con sujeción a las políticas y referencias de riesgo del Gobierno.
- La Autoridad Australiana de Regulación Prudencial (APRA por sus siglas en inglés) es el supervisor financiero responsable de regular prudencialmente la banca, otras industrias de captación de depósitos, seguros y jubilaciones. Su objetivo es aumentar la confianza del público en las instituciones financieras australianas mediante un marco de reglamentación prudencial que equilibre la seguridad y la eficiencia financieras, la competencia, la disputabilidad y la neutralidad competitiva.
- La Comisión Australiana de Valores e Inversiones (ASIC por sus siglas en inglés) es el organismo gubernamental independiente que hace cumplir y administra la Ley de Sociedades y la Ley de Protección al Consumidor para las inversiones, los seguros generales y de vida, la jubilación y la banca (excepto los préstamos). Sus resultados tienen como objetivo un mercado financiero justo y eficiente caracterizado por la integridad y la transparencia y que apoye la participación segura e informada de los inversores y los consumidores. Los resultados incluyen: políticas y orientación sobre las leyes administradas por la ASIC; información completa y precisa sobre las empresas y la actividad corporativa; el cumplimiento, la supervisión y la concesión de licencias a los participantes en el sistema financiero para proteger los intereses de los consumidores y garantizar la integridad del mercado; y las actividades de observancia para dar efecto a las leyes administradas por la ASIC.
- Los resultados de la Oficina Australiana de Impuestos están dirigidos a sistemas gestionados y configurados eficazmente que apoyan y financian los servicios para los australianos y dan efecto a la política social y económica a través de los sistemas fiscales, de jubilación, de impuestos especiales y otros sistemas relacionados. Los resultados incluyen: dar forma, diseñar y construir sistemas administrativos; la gestión de la recaudación y las transferencias de ingresos; aseguramiento y soporte de cumplimiento - recaudación de ingresos; cumplimiento, garantía y apoyo a las transferencias y regulación de los fondos de jubilación, cumplimiento de las normas de ingresos de jubilación; y servicios a gobiernos y organismos.
- El Comité Asesor de Corporaciones y Mercados (CAMAC, por sus siglas en inglés) elabora informes dirigidos a la participación segura e informada de los inversionistas y consumidores en el sistema financiero. Formula recomendaciones al Ministro competente sobre la Ley de Sociedades Anónimas y elabora un informe anual. Publica este informe anual, junto con otros documentos de debate e informes.
- El Inspector General de Tributación (ATO por sus siglas en inglés) es una oficina oficial independiente encargada de examinar las cuestiones sistémicas de la administración tributaria e informar al Gobierno con recomendaciones para mejorar la administración tributaria en beneficio de todos los contribuyentes.
- El Consejo Nacional de la Competencia es un órgano consultivo independiente para todos los gobiernos australianos que participan en la aplicación de la Política Nacional de Competencia. Sus resultados están encaminados a lograr reformas efectivas y leales en materia de competencia y a un mejor uso de la infraestructura de Australia en beneficio de la comunidad. Entre los productos figuran los siguientes: asesoramiento a los gobiernos sobre cuestiones de política de competencia y acceso a la infraestructura; e información pública clara y accesible sobre la política de competencia.

• La Comisión de Productividad contribuye a la toma de decisiones políticas bien informadas y a la comprensión pública de los asuntos relacionados con la productividad y los niveles de vida de Australia, sobre la base de un análisis independiente y transparente desde una perspectiva de toda la comunidad. Los productos incluyen o se relacionan con: proyectos encargados por el gobierno; la presentación de informes de ejecución y otros servicios a los órganos gubernamentales; actividades de revisión de la reglamentación; actividades de denuncia de neutralidad competitiva; y el apoyo a la investigación y las actividades y la presentación de informes anuales reglamentarios.

## Lista de tesoreros
| Orden | Tesorero          | Fotografía       | Partido                            | Primer Ministro          | Inicio                   | Fin                      | Duración en el cargo       |
| ----- | ----------------- | ---------------- | ---------------------------------- | ------------------------ | ------------------------ | ------------------------ | -------------------------- |
| 1     | Sir George Turner |                  | Partido Proteccionista             | Edmund Barton            | 1 de enero de 1901       | 27 de abril de 1904      | 3 años, 3 meses y 26 días  |
| 1     | Sir George Turner | Alfred Deakin    | Partido Proteccionista             |                          | 1 de enero de 1901       | 27 de abril de 1904      | 3 años, 3 meses y 26 días  |
| 2     | Chris Watson      |                  | Laborista                          | Chris Watson             | 27 de abril de 1904      | 17 de agosto de 1904     | 3 meses y 20 días          |
| (1)   | Sir George Turner |                  | Partido Protectionista             | George Reid              | 17 de agosto de 1904     | 4 de julio de 1905       | 10 meses y 18 días         |
| 3     | Sir John Forrest  |                  | Partido Protectionista             | Alfred Deakin            | 4 de julio de 1905       | 30 de julio de 1907      | 2 años y 26 días           |
| 4     | Sir William Lyne  |                  | Partido Protectionista             | Alfred Deakin            | 30 de julio de 1907      | 13 de noviembre de 1908  | 1 año, 3 meses y 14 días   |
| 5     | Andrew Fisher     |                  | Partido Laborista                  | Andrew Fisher            | 13 de noviembre de 1908  | 2 de junio de 1909       | 6 meses y 19 días          |
| (3)   | Sir John Forrest  |                  | Partido Liberal de la Mancomunidad | Alfred Deakin            | 2 de junio de 1909       | 29 de abril de 1910      | 10 meses y 27 días         |
| (5)   | Andrew Fisher     |                  | Partido Laborista                  | Andrew Fisher            | 29 de abril de 1910      | 24 de junio de 1913      | 3 años, 1 mes y 25 días    |
| (3)   | Sir John Forrest  |                  | Partido Liberal de la Mancomunidad | Joseph Cook              | 24 de junio de 1913      | 17 de septiembre de 1914 | 1 año, 2 meses y 23 días   |
| (5)   | Andrew Fisher     |                  | Partido Laborista                  | Andrew Fisher            | 17 de septiembre de 1914 | 27 de octubre de 1915    | 1 año, 1 mes y 10 días     |
| 6     | William Higgs     |                  | Partido Laborista                  | Billy Hughes             | 27 de octubre de 1915    | 14 de noviembre de 1916  | 1 año y 18 días            |
| 7     | Alexander Poynton |                  | Partido Nacional Laborista         | Billy Hughes             | 14 de noviembre de 1916  | 17 de febrero de 1917    | 3 meses y 3 días           |
| (3)   | Sir John Forrest  |                  | Partido Nacionalista               | Billy Hughes             | 17 de febrero de 1917    | 27 de marzo de 1918      | 1 año, 1 mes y 10 días     |
| 8     | William Watt      |                  | Partido Nacionalista               | Billy Hughes             | 27 de marzo de 1918      | 28 de julio de 1920      | 2 años, 4 meses y 1 día    |
| 9     | Sir Joseph Cook   |                  | Partido Nacionalista               | Billy Hughes             | 28 de julio de 1920      | 21 de diciembre de 1921  | 1 año, 4 meses y 24 días   |
| 10    | Stanley Bruce     |                  | Partido Nacionalista               | Billy Hughes             | 21 de diciembre de 1921  | 9 de febrero de 1923     | 1 año, 1 mes y 19 días     |
| 11    | Dr Earle Page     |                  | Partido del Campo                  | Stanley Bruce            | 9 de febrero de 1923     | 22 de octubre de 1929    | 1 año, 1 mes y 19 días     |
| 12    | Ted Theodore      |                  | Partido Laborista Australiano      | James Scullin            | 22 de octubre de 1929    | 9 de julio de 1930       | 8 meses y 18 días          |
| 13    | James Scullin     |                  | Partido Laborista Australiano      | James Scullin            | 9 de julio de 1930       | 29 de enero de 1931      | 6 meses y 20 días          |
| (12)  | Ted Theodore      |                  | Partido Laborista Australiano      | James Scullin            | 29 de enero de 1931      | 6 de enero de 1932       | 11 meses y 8 días          |
| 14    | Joseph Lyons      |                  | Partido Australia Unida            | Joseph Lyons             | 6 de enero de 1932       | 3 de octubre de 1935     | 3 años, 8 meses y 28 días  |
| 15    | Richard Casey     |                  | Partido Australia Unida            | Joseph Lyons             | 3 de octubre de 1935     | 8 de abril de 1939       | 3 años, 6 meses y 23 días  |
| 15    | Richard Casey     | Earle Page       | Partido Australia Unida            | 8 de abril de 1939       | 26 de abril de 1939      |                          | 3 años, 6 meses y 23 días  |
| 16    | Robert Menzies    |                  | Partido Australia Unida            | Robert Menzies           | 26 de abril de 1939      | 14 de marzo de 1940      | 10 meses y 18 días         |
| 17    | Percy Spender     |                  | Partido Australia Unida            | Robert Menzies           | 14 de marzo de 1940      | 28 de octubre de 1940    | 7 meses y 14 días          |
| 18    | Arthur Fadden     |                  | Partido del Campo                  | Robert Menzies           | 28 de octubre de 1940    | 30 de agosto de 1941     | 11 meses y 10 días         |
| 18    | Arthur Fadden     | Arthur Fadden    | Partido del Campo                  | 30 de agosto de 1941     | 7 de octubre de 1941     |                          | 11 meses y 10 días         |
| 19    | Ben Chifley       |                  | Partido Laborista                  | John Curtin              | 7 de octubre de 1941     | 7 de julio de 1945       | 8 años, 2 meses y 12 días  |
| 19    | Ben Chifley       | Frank Forde      | Partido Laborista                  | 7 de julio de 1945       | 13 de julio de 1945      |                          | 8 años, 2 meses y 12 días  |
| 19    | Ben Chifley       | Ben Chifley      | Partido Laborista                  | 13 de julio de 1945      | 19 de diciembre de 1949  |                          | 8 años, 2 meses y 12 días  |
| (18)  | Sir Arthur Fadden |                  | Partido del Campo                  | Robert Menzies           | 19 de diciembre de 1949  | 10 de diciembre de 1958  | 8 años, 11 meses y 22 días |
| 20    | Harold Holt       |                  | Partido Liberal de Australia       | Robert Menzies           | 10 de diciembre de 1958  | 26 de enero de 1966      | 7 años, 1 mes y 16 días    |
| 21    | William McMahon   |                  | Partido Liberal de Australia       | Harold Holt              | 26 de enero de 1966      | 18 de diciembre de 1967  | 3 años, 9 meses y 17 días  |
| 21    | William McMahon   | John McEwen      | Partido Liberal de Australia       | 19 de diciembre de 1967  | 10 de enero de 1968      |                          | 3 años, 9 meses y 17 días  |
| 21    | William McMahon   | John Gorton      | Partido Liberal de Australia       | 10 de enero de 1968      | 12 de noviembre de 1969  |                          | 3 años, 9 meses y 17 días  |
| 22    | Les Bury          | John Gorton      | Partido Liberal de Australia       |                          | 12 de noviembre de 1969  | 10 de marzo de 1971      | 1 año, 4 meses y 10 días   |
| 22    | Les Bury          | William McMahon  | Partido Liberal de Australia       | 10 de marzo de 1971      | 22 de marzo de 1971      |                          | 1 año, 4 meses y 10 días   |
| 23    | Billy Snedden     | William McMahon  | Partido Liberal de Australia       |                          | 22 de marzo de 1971      | 5 de diciembre de 1972   | 1 año, 8 meses y 14 días   |
| 24    | Gough Whitlam     |                  | Partido Laborista de Australia     | Gough Whitlam            | 5 de diciembre de 1972   | 19 de diciembre de 1972  | 1 año y 14 días            |
| 25    | Frank Crean       |                  | Partido Laborista de Australia     | Gough Whitlam            | 19 de diciembre de 1972  | 11 de diciembre de 1974  | 1 año, 11 meses y 23 días  |
| 26    | Dr Jim Cairns     |                  | Partido Laborista de Australia     | Gough Whitlam            | 11 de diciembre de 1974  | 6 de junio de 1975       | 5 meses y 26 días          |
| 27    | Bill Hayden       |                  | Partido Laborista de Australia     | Gough Whitlam            | 6 de junio de 1975       | 11 de noviembre de 1975  | 5 meses y 5 días           |
| 28    | Phillip Lynch     |                  | Partido Liberal de Australia       | Malcolm Fraser           | 11 de noviembre de 1975  | 19 de noviembre de 1977  | 2 años y 8 días            |
| 29    | John Howard       |                  | Partido Liberal de Australia       | Malcolm Fraser           | 19 de noviembre de 1977  | 11 de marzo de 1983      | 5 años, 3 meses y 22 días  |
| 30    | Paul Keating      |                  | Laborista                          | Bob Hawke                | 11 de marzo de 1983      | 3 de junio de 1991       | 8 años, 2 meses y 23 días  |
| 31    | Bob Hawke         |                  | Laborista                          | Bob Hawke                | 3 de junio de 1991       | 4 de junio de 1991       | 1 día                      |
| 32    | John Kerin        |                  | Laborista                          | Bob Hawke                | 4 de junio de 1991       | 9 de diciembre de 1991   | 6 meses y 5 días           |
| 33    | Ralph Willis      |                  | Laborista                          | Bob Hawke                | 9 de diciembre de 1991   | 20 de diciembre de 1991  | 18 días                    |
| 33    | Ralph Willis      | Paul Keating     | Laborista                          | 20 de diciembre de 1991  | 27 de diciembre de 1991  |                          | 18 días                    |
| 34    | John Dawkins      | Paul Keating     | Laborista                          |                          | 27 de diciembre de 1991  | 23 de diciembre de 1993  | 1 año, 11 meses y 27 días  |
| (33)  | Ralph Willis      | Paul Keating     | Laborista                          |                          | 23 de diciembre de 1993  | 11 de marzo de 1996      | 2 años, 2 meses y 19 días  |
| 35    | Peter Costello    |                  | Partido Liberal                    | John Howard              | 11 de marzo de 1996      | 3 de diciembre de 2007   | 11 años, 8 meses y 23 días |
| 36    | Wayne Swan        |                  | Partido Laborista                  | Kevin Rudd               | 3 de diciembre de 2007   | 24 de junio de 2010      | 2 años, 6 meses y 21 días  |
| 36    | Wayne Swan        | Gillard          | Partido Laborista                  | 24 de junio de 2010      | 27 de junio de 2013      |                          | 2 años, 6 meses y 21 días  |
| 37    | Chris Bowen       |                  | Partido Laborista                  | Kevin Rudd               | 27 de junio de 2013      | 18 de septiembre de 2013 | 2 meses y 21 días          |
| 38    | Joe Hockey        |                  | Partido Liberal                    | Tony Abbott              | 18 de septiembre de 2013 | 15 de septiembre de 2015 | 1 año, 11 meses y 27 días  |
| 38    | Joe Hockey        | Malcolm Turnbull | Partido Liberal                    | 15 de septiembre de 2015 | 21 de septiembre de 2015 |                          | 1 año, 11 meses y 27 días  |
| 39    | Scott Morrison    | Malcolm Turnbull | Partido Liberal                    |                          | 21 de septiembre de 2015 | 24 de agosto de 2018     | 2 años, 11 meses y 3 días  |
| 40    | Josh Frydenberg   |                  | Partido Liberal                    | Scott Morrison           | 24 de agosto de 2018     | 23 de mayo de 2022       | 3 años, 8 meses y 30 días  |
| (39)  | Scott Morrison    |                  | Partido Liberal                    | Scott Morrison           | 6 de mayo de 2021        | 23 de mayo de 2022       | 3 años, 8 meses y 30 días  |
| 41    | Jim Chalmers      |                  | Partido Laborista                  | Anthony Albanese         | 23 de mayo de 2022       | en el cargo              |                            |